# Poliana Okimoto
Poliana Okimoto, née le 8 mars 1983 à São Paulo, est une nageuse brésilienne, spécialiste des épreuves de nage en eau libre.

## Carrière
Poliana Okimoto obtient sa première récompense dans un grand championnat en 2007 lors des Jeux panaméricains avec une deuxième place sur le 10 kilomètres en eau libre. Cette année-là, elle est troisième de la Coupe du monde de marathon en eau libre en remportant deux des onze épreuves. L'année suivante, elle est septième des Jeux olympiques sur cette distance. Okimoto gagne également l'étape de Dubaï en Coupe du monde de marathon.
Après une première médaille de bronze mondiale en 2009 à Rome sur le 5 kilomètres en eau libre, devenant la première Brésilienne médaillée à des Championnats du monde, Okimoto remporte la Coupe du monde de marathon avec neuf victoires en douze courses. Elle obtient à nouveau l'argent en 10 kilomètres aux Jeux panaméricains de 2011 et gagne une étape de Coupe du monde de marathon. Aux Jeux olympiques de 2012, la Brésilienne abandonne durant l'épreuve d'eau libre.
En 2013, lors des Championnats du monde de Barcelone, Okimoto est tout d'abord deuxième du 5 kilomètres en eau libre puis gagnante du 10 kilomètres, à chaque fois en devançant sa compatriote Ana Marcela Cunha. Elle remporte également la médaille de bronze par équipes.

## Palmarès

### Jeux olympiques
| Épreuve            | Édition               | Édition      | Édition                  |
| Épreuve            | Pékin 2008            | Londres 2012 | Rio 2016                 |
| 10 km en eau libre | 7e 1 h 59 min 37 s 40 | Abandon      | Bronze 1 h 56 min 51 s 4 |

### Championnats du monde
- Championnats du monde 2009 à Rome (Italie) :
  -  Médaille de bronze du 5 km en eau libre.

- Championnats du monde 2013 à Barcelone (Espagne) :
  -  Médaille d'or du 10 km en eau libre.
  -  Médaille d'argent du 5 km en eau libre.
  -  Médaille de bronze de l'épreuve par équipes en eau libre.

### Jeux panaméricains
- Jeux panaméricains de 2007 à Rio de Janeiro (Brésil) :
  -  Médaille d'argent du 10 km en eau libre.

- Jeux panaméricains de 2011 à Guadalajara (Mexique) :
  -  Médaille d'argent du 10 km en eau libre.